# País (cepa)

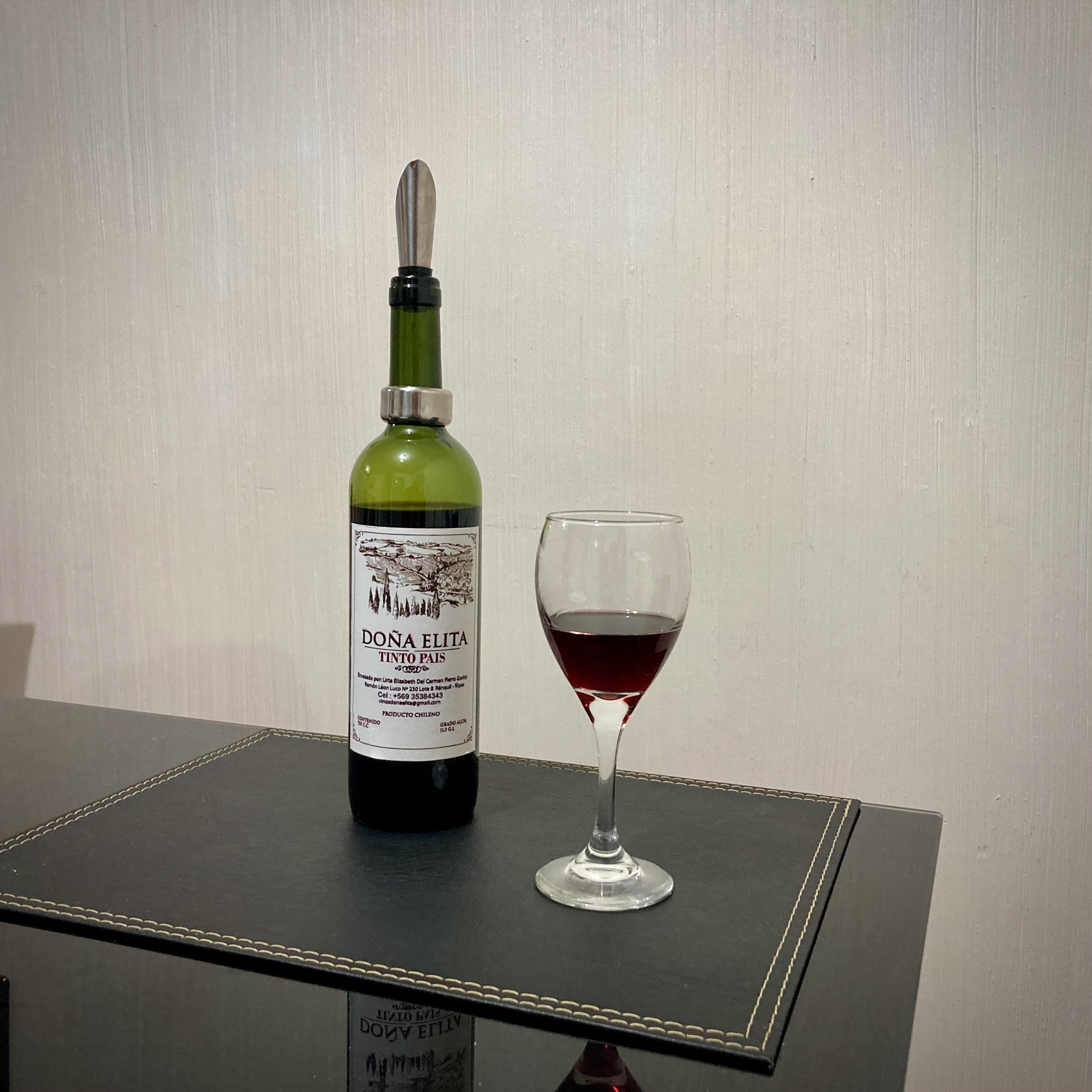
Ejemplar de tinto país, del Valle del Itata, Chile

País es la cepa de uva más antigua de la historia del Vino de Chile, con una presencia de más de 400 años. Sus principales cultivos se localizan en el Valle del Tutuvén y en el Valle del Itata.
La cepa país llegó a Chile portada por los españoles, especialmente los sacerdotes que buscaban hacer vino de misa. Durante mucho tiempo fue preponderante en el país sudamericano, pero a mediados del siglo XIX, las cepas francesas comenzaron a tener mayor prestigio, por el que el cultivo del país se abandonó hasta la década de los 2000.
Hoy su cultivo se ha retomado en el secano costero, faldeos de la Cordillera de la Costa entre las regiones Metropolitana y Biobío, asociándose su producción a pequeñas viñas familiares y vides de más de cien años.

## Historia
La cepa País tiene una de las historias vitivinícolas más largas de Chile, y se cree que fue traída a la región por los conquistadores españoles durante su colonización del continente en el siglo XVI. Los ampelógrafos creen que junto con la uva Criolla Grande argentina y la uva Misión californiana, la uva País desciende de la "uva negra común" española traída a México en 1520 por el conquistador español Hernán Cortés. Esa uva temprana fue luego cultivada por misioneros españoles y se extendió por todo el continente americano. La cepa País siguió siendo la principal uva de vino de Chile hasta el surgimiento de las variedades de vino de Burdeos a fines del siglo XX y principios del XXI.

## Viticultura
La cepa País produce un vino tinto rústico de cuerpo delgado que típicamente tiene un color marrón claro. La fina piel de la uva no proporciona mucho extracto y los viñateros suelen cosechar con rendimientos mucho más altos de lo que se necesitaría para producir vinos de mayor calidad. La uva se valora por su vigor y facilidad de cultivo, produciendo de 8 a 13 toneladas por acre, incluso con cantidades limitadas de riego. Se consume principalmente en el mercado doméstico, pero en el pasado se han exportado algunos vinos dulces de postre.